# Томашевский, Андрей Михайлович
Андрей Михайлович Томашевский (19 августа 1894 года, Херсон — 4 апреля 1976 года, Киев) — советский военный деятель, генерал-майор (1946 год).

## Начальная биография
Андрей Михайлович Томашевский родился 19 августа 1894 года в Херсоне.

## Военная служба

### Первая мировая и гражданская войны
В 1916 году был призван в ряды Русской императорской армии и направлен в школу прапорщиков, после окончания которой в чине подпоручика принимал участие в боевых действиях на Юго-Западном фронте
В июне 1918 года вступил в ряды РККА, после чего принимал участие в боевых действиях на Восточном фронте против войск под командованием адмирала А. В. Колчака, подавлении Петропавловского восстания и ликвидации бандитизма в Даурии, находясь на должностях помощника начальника и начальника пулемётной команды, командира батальона 4-го Пензенского стрелкового полка, января 1919 года — начальника пулемётной команды и временно исполняющего должность помощника командира 243-го Мало-Вишерского стрелкового полка (26-я стрелковая дивизия). Весной 1920 года Томашевский был ранен и после излечения был назначен на должность командира роты, а затем — на должность командира 134-го отдельного батальона.

### Межвоенное время
В ноябре 1920 года был назначен на должность командира 244-го стрелкового полка (1-я Сибирская стрелковая дивизия), дислоцированного в Канске, в сентябре 1921 года — на должность командира батальона в составе 148-й стрелковой бригады, дислоцированной в Нижнеудинске.
В октябре 1921 года был переведён в 35-ю стрелковую дивизию, дислоцированную в Иркутске, где служил на должностях помощника начальника дивизионной школы и заведующего гренадерским сбором. В сентябре 1922 года был назначен на должность помощника командира 106-го, а затем — на должность помощника командира 107-го стрелкового полков в составе 36-й стрелковой дивизии, дислоцированной в Чите, а с сентября 1923 года исполнял должность руководителя старшего класса повторных курсов комсостава 5-й армии.
В октябре 1923 года был направлен в 84-ю стрелковую дивизию (Тула, Московский военный округ), где был назначен на должность командира 250-го, а затем — на должность командира 251-го стрелковых полков, а в ноябре 1931 года — на должность старшего преподавателя Военно-политической академии.
В 1926 году закончил Стрелково-тактические курсы «Выстрел», а в 1940 году — заочно два курса Военной академии имени М. В. Фрунзе.

### Великая Отечественная война
В июле 1941 года Томашевский был назначен на должность начальника отдела боевой подготовки 31-й армии (Резервный фронт), которая вела тяжёлые оборонительные бои на ржевском направлении.
Полковник Андрей Михайлович Томашевский в сентябре 1941 года был назначен на должность командира учебной запасной стрелковой бригады, преобразованной 13 сентября из 179-го запасного стрелкового полка (город Вязьма, 24-я армия, Резервный фронт), а в декабре того же года — в 4-ю курсантскую стрелковую бригаду (город Владимир), однако по другим данным данная бригада была расформирована 18 октября. С июля 1942 года Томашевский состоял в распоряжении ГУК НКО, после чего в октябре того же года был назначен на должность командира 1-й учебной бригады (Московский военный округ).
В июле 1943 года был назначен на должность начальника штаба 77-го стрелкового корпуса, и с 26 июля по 24 августа временно командовал этим корпусом, который находился на формировании в районе станции Люблино-Дачное, после завершения формирования в августе был включён в состав 60-й армии (Центральный фронт), после чего принимал участие в ходе освобождения Левобережной Украины, а также в форсировании Десны и Днепра, в ходе чего с 20 сентября Томашевский временно исполнял должность заместителя командира корпуса. 6 октября 1943 года был тяжело ранен и госпитализирован. После излечения в декабре 1944 года был назначен на должность инспектора Инспекции пехоты Красной Армии при НКО СССР.

### Послевоенная карьера
В ноябре 1945 года был назначен на должность начальника Харьковского суворовского военного училища, дислоцированного в городе Чугуев (Харьковская область). 1 июля 1947 года училище было передислоцировало в Киев и преобразовано в Киевское суворовское военное училище.
Генерал-майор Андрей Михайлович Томашевский в ноябре 1954 года вышел в запас. Умер 4 апреля 1976 года в Киеве.

## Награды
- Орден Ленина;
- Четыре ордена Красного Знамени;[4]
- Орден Отечественной войны 1 степени;
- Медали[5].